# Jana Brejchová
Jana Brejchová (ur. 20 stycznia 1940 w Pradze) – czeska aktorka filmowa, teatralna i telewizyjna.
Pojawiła się w blisko 70 filmach od 1953 roku. Laureatka Czeskiego Lwa dla najlepszej aktorki drugoplanowej w filmie Piękność w opałach.
W 2004 roku odznaczona Medalem Za Zasługi II stopnia.

## Filmografia wybrana
- Ołowiany chleb (Olověný chléb, 1953)
- Tęsknota (Touha, 1958)
- Romans na przedmieściu (Žižkovská romance, 1958)
- Majowe gwiazdy (Májové hvězdy / Майские звёзды, 1959)
- Wyższa zasada (Vyšší princip, 1960)
- Przygody Münchhausena (Baron Prášil, 1962)
- Gdyby tysiąc klarnetów (Kdyby tisíc klarinetů, 1965)
- Powrót syna marnotrawnego (Návrat ztraceného syna, 1967)
- Panowie, zabiłem Einsteina (Zabil jsem Einsteina, pánové!, 1969)
- Koniec proboszcza (Farářův konec, 1969)
- Piekielny miesiąc miodowy (Dábelské líbánky, 1970)
- Śmierć czarnego króla (Smrt černého krále, 1972)
- Noc na Karlsztejnie (Noc na Karlštejně, 1973)
- W pyle gwiazd (Im Staub der Sterne, 1976)
- Arabela (1979)
- Za krzakiem tarniny (Za trnkovým keřem, 1981)
- Ślady wilczych zębów (Zánik samoty Berhof, 1984)
- Skalpel, proszę! (Skalpel, prosím, 1985)
- Powrót Arabeli (Arabela se vrací, 1993)
- Piękność w opałach (Kráska v nesnázích, 2006)